# Toon
Toon (東温市 -shi) é uma cidade localizada no japão localizada no estado de Ehime.
Em 13 de Setembro de 2014 a cidade tinha uma população estimada em 123 65 habitantes e uma densidade populacional de 161 h/km². Tem uma área total de 211,45 km².
Recebeu o estatuto de cidade a 21 de Setembro de 2004 com a fusão das vilas de Kawauchi e Shigenobu.